# Liste de films français sortis en 2014
Listes de films français
- 2010
- 2011
- 2012
- 2013
- 2014
- 2015
- 2016
- 2017
- 2018

Liste non exhaustive de films français sortis en 2014. Cette liste est incomplète.
En 2014, 258 films français ont été agréés par le CNC, dont 203 d'initiative française. 152 films sont de production 100% française.

## 2014
| Titre                                           | Réalisateur                                                        | Genre                      | Date de sortie   | Coproduction |
| ----------------------------------------------- | ------------------------------------------------------------------ | -------------------------- | ---------------- | ------------ |
| À coup sûr                                      | Delphine de Vigan                                                  | Comédie                    | 15 janvier 2014  |              |
| Belle comme la femme d'un autre                 | Catherine Castel                                                   | Comédie romantique         | 18 janvier 2014  |              |
| Divin Enfant                                    | Olivier Doran                                                      | Comédie                    | 15 janvier 2014  |              |
| Jamais le premier soir                          | Mélissa Drigeard                                                   | Comédie                    | 1er janvier 2014 |              |
| Le Jeu de la vérité                             | François Desagnat                                                  | Comédie                    | 22 janvier 2014  |              |
| Piégé                                           | Yannick Saillet                                                    | Guerre                     | 15 janvier 2014  |              |
| Prêt à tout                                     | Nicolas Cuche                                                      | Comédie                    | 8 janvier 2014   |              |
| Yves Saint Laurent                              | Jalil Lespert                                                      | Biographie                 | 8 janvier 2014   |              |
| Babysitting                                     | Philippe Lacheau Nicolas Benamou                                   | Comédie                    | 16 janvier 2014  |              |
| Situation amoureuse : c'est compliqué           | Manu Payet Rodolphe Lauga                                          | Comédie                    | 18 janvier 2014  |              |
| Libre et assoupi                                | Benjamin Guedj                                                     | Comédie                    | 16 janvier 2014  |              |
| Supercondriaque                                 | Dany Boon                                                          | Comédie                    | 15 janvier 2014  |              |
| Non-Stop                                        | Jaume Collet-Serra                                                 | Thriller                   | 26 février 2014  |              |
| Week-ends                                       | Anne Villacèque                                                    | Comédie dramatique         | 26 février 2014  |              |
| L'amour est un crime parfait                    | Arnaud et Jean-Marie Larrieu                                       | Drame                      | 15 janvier 2014  |              |
| Comme des lions de pierre à l'entrée de la nuit | Olivier Zuchuat                                                    | Documentaire               | 15 janvier 2014  |              |
| Belle comme la femme d'un autre                 | Catherine Castel                                                   | Comédie                    | 22 janvier 2014  |              |
| L'Homme aux serpents                            | Éric Flaudin                                                       | Documentaire               | 22 janvier 2014  |              |
| Cristo Rey                                      | Leticia Tonos Paniagua                                             | Thriller, drame romantique | 22 janvier 2014  |              |
| Le cinéma français se porte bien                | Stéphane Arnoux Jean-Baptiste Germain Chiara Malta Aurélia Georges | Documentaire               | 22 janvier 2014  |              |
| Les Petits Gars de la campagne                  | Arnaud Brugier                                                     | Documentaire               | 22 janvier 2014  |              |
| Minuscule : La Vallée des fourmis perdues       | Thomas Szabo Hélène Giraud                                         | Animation, aventure        | 29 janvier 2014  |              |
| Jacky au royaume des filles                     | Riad Sattouf                                                       | Comédie                    | 29 janvier 2014  |              |
| Nymphomaniac : Volume 2                         | Lars von Trier                                                     | Drame érotique             | 29 janvier 2014  |              |